# Jean-Pierre Galezot
Jean-Pierre Galezot est un architecte bisontin né le 15 juin 1686 à Besançon, et mort dans la même ville le 18 juin 1742.

## Biographie
Sa famille, originaire de Lons-le-Saunier, a donné naissance à plusieurs artistes dans le domaine de la sculpture et de l'architecture. Les Galezot sont, à la fin du XVIIe siècle, un des principaux ateliers de sculpture de Besançon. Ils réalisaient des retables et étaient associés aux travaux civils des ingénieurs. Jean-Pierre Galezot est le fils aîné. Il est formé à la sculpture par son père. En 1712, il travaille avec son père à l'église Saint-Vincent de Besançon. Il rencontre dom Vincent Duchesne (1661-1724) à cette occasion. Ce religieux vanniste est féru d'architecture qui va le former et l'a amené à ses premiers chantiers à Besançon et à Gray, en 1721, avant qu'il travaille seul. Il s'est formé à l'architecture parisienne en consultant des manuscrits et des livres qu'il possédait comme le montre son inventaire après décès. 
En 1724, il intervient comme expert du bailliage de Besançon et signe pour la première fois ses rapports avec la mention « sculpteur et architecte ». Il a poursuivi ses activités de sculpteur jusqu'en 1726 quand est passé le marché pour la construction des stalles de l'abbaye cistercienne de La Charité. Vers 1730, il exerce les fonctions de maître d'œuvre et d'entrepreneur au château de Ray-sur-Saône. L'intendant de la généralité de Besançon, Charles Deschiens de La Neuville, le missionne jusqu'en 1735 pour réaliser des ouvrages civils et religieux, dont le clocher de la cathédrale Saint-Jean de Besançon. Son successeur,  Barthélémy de Vanolles, dénonce « les défectuosités qui se reconnaissent dans presque tous les ouvrages de la province ». Bien que Jean-Pierre Galezot ne semble pas en cause, il perd la direction des travaux au profit notamment de Jean Querret. Devenu un architecte de second choix pour les travaux publics, il va réaliser des chantiers privés, en particulier des hôtels particuliers à Besançon. 
En 1732, il a commencé la construction des églises Saint-Georges de Vesoul et Saint-Pierre de Besançon. En 1736 il est écarté de la direction des travaux de l'église Saint-Georges de Vesoul au profit de Jean Querret. Le curé de Scey a demandé la reconstruction de l'église Saint-Martin en 1732. En juin 1738, la communauté a obtenu le droit de vendre le quart de réserve pour financer les travaux. Jean Querret est choisi par le grand-maître des eaux et forêt pour fournir les plans et établir le devis de la nouvelle église. Les absences répétées de Jean Querret, occupé en Lorraine par le roi, la communauté choisit Jean-Pierre Galezot qui signe le projet définitif en 1739. Les travaux sont adjugés à François Lhéritier le 11 mars 1739. La première pierre est posée le 20 juillet 1739. Les dépenses ayant dépassé le budget initial, les travaux pour l'érection du clocher n'ont été exécutés qu'en 1755.

## Principales réalisations

### Besançon
Jean-Pierre Galezot est l'auteur de certaines réalisations à Besançon et parmi les plus notables :
- Palais archiépiscopal de Besançon (actuel Rectorat d'Académie)
- Hôtel Pourcheresse d'Etrabonne (dit de Clermont), Grande-Rue
- Hôtel Chevanney (travaux d'extension d'un hôtel de 1582), Grande-Rue
- Hôtel Chifflet, rue des Granges
- Hôtel Binetruy
- Hôtel de Sorans, rue Renan
- Ancien Hôpital du Saint-Esprit[2]
- Maison de l'architecte, 9-9bis rue Chifflet et 2 rue du général Lecourbe. Jean-Pierre Galezot achète le terrain le 25 mai 1725. Il construit cette maison pour lui-même. La maison est bénie par le curé de la paroisse le 8 avril 1730. La maison n'avait à l'origine qu'un seul étage. L'atelier de l'architecte se trouvait au rez-de-chaussée. Le second étage a été ajouté au XIXe siècle et l'escalier a été refait, probablement par l'architecte bisontin Alphonse Delacroix[3].

### Franche-Comté
- Abbatiale Sainte-Odile de Baume-les-Dames (projet, travaux de l'abbatiale repris et transformés ensuite par Nicolas Nicole)
- Château de Sorans-lès-Breurey, 1725
- Château de Ray-sur-Saône, 1725 (travaux partiels de transformations et de reconstruction de la tour de Holstein, chapelle du château)
- Église Saint-Mathias de Cromary, 1730
- Église de l'Assomption de Mouthe, 1732-1742
- Église Saint-Martin de Deluz, 1734
- Église Saint-Théodule de Lods
- Hôtel-Dieu de Lons-le-Saunier, 1735-1745
- Église Saint-Georges de Vesoul,1735-1745
- Église Saint-Maurice de Boult (travaux de sculpture)
- Église Saint-Martin de Scey-sur-Saône-et-Saint-Albin en 1739
- Église Saint-Julien de Fretigney-et-Velloreille, plan et devis fournis en 1741, réactualisés par son frère Jean-Joseph Galezot, en 1751